# تیمو نیمینن
تیمو نیمینن (انگلیسی: Timo Nieminen؛ زاده ۱۰ ژوئن ۱۹۸۱) تنیس‌باز بازنشسته اهل فنلاند است.